# 式上郡
- 令制国一覧 > 畿内 > 大和国 > 式上郡
- 日本 > 近畿地方 > 奈良県 > 式上郡

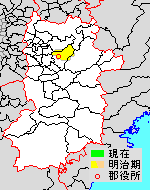
奈良県式上郡の範囲

式上郡（しきじょうぐん）は、奈良県（大和国）にあった郡。

## 郡域
1880年（明治13年）に行政区画として発足した当時の郡域は、下記の区域にあたる。
- 天理市の一部（柳本町・渋谷町）
- 桜井市の大部分（修理枝を除く、大泉、三輪、上之庄、戒重、川合、外山、赤尾、忍阪、竜谷、岩坂より北東）
- 宇陀市の一部（榛原笠間・榛原安田・榛原柳・榛原角柄）

## 歴史

### 古代
磯城の上郡の意で、中世までは城上郡（しきのかみのこおり）を称した。天理市南部から桜井市の三輪山の西麓・南麓にかけての一帯である。
桜井市の北部に箸墓古墳を含む纏向遺跡がある。また、埼玉稲荷山古墳出土の鉄剣銘に見えるワカタケル大王は雄略天皇に比定されており、大王の斯鬼宮（しきのみや）が磯城郡にあった宮という意味であり、天皇の泊瀬（はつせ）朝倉宮も磯城郡の朝倉にあった宮ということなので、三輪山の南麓にある朝倉の地にワカタケル大王の斯鬼宮があったと考えられている。
『日本書紀』の神日本磐余彦天皇（『古事記』では神倭伊波礼毘古命）の磐余は、桜井市の中部から橿原市東南部にかけての磐余地であり、数々の皇居の地として選ばれている。神功皇后の磐余稚桜宮、履中天皇の磐余稚幼桜宮、清寧天皇の磐余甕栗宮、継体天皇の磐余玉穂宮、用明天皇の磐余池辺雙槻宮。

#### 郷
『和名類聚抄』に記される郡内の郷。
- 辟田
- 下野
- 神戸
- 大市（於保以知）
- 大神（於保無知）
- 上市
- 長谷（波都勢）
- 忍坂（於佐加）

#### 式内社
『延喜式』神名帳に記される郡内の式内社。
| 神名帳                        | 神名帳                         | 神名帳   | 神名帳         | 比定社                   | 比定社             | 比定社               | 集成 |
| 社名                          | 読み                           | 格       | 付記           | 社名                     | 所在地             | 備考                 | 集成 |
| ----------------------------- | ------------------------------ | -------- | -------------- | ------------------------ | ------------------ | -------------------- | ---- |
| 城上郡 35座（大15座・小20座） |                                |          |                |                          |                    |                      |      |
| 大神大物主神社                | オホムワノオホモノヌシノ       | 名神大   | 月次相嘗新嘗   | 大神神社                 | 奈良県桜井市三輪   | 大和国一宮           |      |
| 神坐日向神社                  | -ヒムカヒノ                    | 大       | 月次新嘗       | 神坐日向神社             | 奈良県桜井市三輪   | 大神神社摂社         |      |
| 穴師坐兵主神社                | アナシニ-                      | 名神大   | 月次相嘗新嘗   | 穴師坐兵主神社           | 奈良県桜井市穴師町 |                      |      |
| 巻向坐若御魂神社              | マキムク-                      | 大       | 月次相嘗新嘗   | （論）卷向坐若御魂神社   | 奈良県桜井市穴師町 | 穴師坐兵主神社       |      |
| 巻向坐若御魂神社              | マキムク-                      | 大       | 月次相嘗新嘗   | （論）檜原神社           | 奈良県桜井市三輪   | 大神神社摂社         |      |
| 他田坐天照御魂神社            | ヲサタ-                        | 大       | 月次相嘗新嘗   | （論）他田坐天照御魂神社 | 奈良県桜井市太田   |                      |      |
| 他田坐天照御魂神社            | ヲサタ-                        | 大       | 月次相嘗新嘗   | （論）春日神社           | 奈良県桜井市戒重   |                      |      |
| 志貴御県坐神社                | シキノミアカタノ               | 大       | 月次新嘗       | 志貴御縣坐神社           | 奈良県桜井市三輪   |                      |      |
| 狭井坐大神荒魂神社 五座       | サイ- サヰ-                    | 小       | 鍬靫           | 狭井神社                 | 奈良県桜井市三輪   | 大神神社摂社         |      |
| 忍坂坐生根神社                | ヲシサカノ-イクネノ- オシサカ- | 大       | 月次新嘗       | 忍坂坐生根神社           | 奈良県桜井市忍坂   |                      |      |
| 長谷山口坐神社                | ハセノヤマクチ ハツ-           | 大       | 月次新嘗       | 長谷山口坐神社           | 奈良県桜井市初瀬   |                      |      |
| 忍坂山口坐神社                | ヲシサカノヤマクチ             | 大       | 月次新嘗       | 忍坂山口坐神社           | 奈良県桜井市赤尾   |                      |      |
| 等弥神社                      | トミノ                         | 小       |                | 等彌神社                 | 奈良県桜井市桜井   |                      |      |
| 殖栗神社                      | エクリノ                       | 小       |                | 殖栗神社                 | 奈良県桜井市上之庄 |                      |      |
| 水口神社                      | ミナクチノ                     | 小       |                | 水口神社                 | 奈良県天理市渋谷町 |                      |      |
| 桑内神社 二座                 | クハウチノ                     | 小       | 鍬靫           | 大神神社                 | 奈良県桜井市粟殿   |                      |      |
| 曳田神社 二座                 | ヒキタノ                       | 小       | 鍬靫           | 乘田神社                 | 奈良県桜井市白河   |                      |      |
| 宇太依田神社                  | ウタヨリノ-                    | 小       |                | （参）白山神社           | 奈良県桜井市豊前   |                      |      |
| 玉列神社                      | タマツラノ                     | 小       |                | 玉列神社                 | 奈良県天理市慈恩寺 | 大神神社摂社         |      |
| 伊射奈岐神社                  | イザナキノ                     | 小       |                | 伊射奈岐神社             | 奈良県天理市柳本町 |                      |      |
| 綱越神社                      | ツナコシノ                     | 小       |                | 綱越神社                 | 奈良県桜井市三輪   | 大神神社摂社         |      |
| 稔代神社                      | イナシロノ                     | 小       |                | （参）素佐男神社         | 奈良県桜井市三輪   |                      |      |
| 穴師大兵主神社                | アナシノオホヒヤウズノ         | 小       |                | 穴師大兵主神社           | 奈良県桜井市穴師町 | 穴師坐兵主神社境内社 |      |
| 若桜神社                      | ワカサクラノ                   | 小       |                | （論）若桜神社           | 奈良県桜井市谷     |                      |      |
| 若桜神社                      | ワカサクラノ                   | 小       | （論）稚桜神社 | 奈良県桜井市池之内       |                    |                      |      |
| 堝倉神社                      | ナベクラノ                     | 小       |                | （合祀）素盞雄神社       | 奈良県桜井市初瀬   |                      |      |
| 高屋安倍神社 三座             | タカヤアヘノ                   | 並名神大 | 月次新嘗       | 高屋安倍神社             | 奈良県桜井市西浦   | 若桜神社摂社         |      |
| 宗像神社 三座                 | ムナカタノ                     | 並名神大 | 月次新嘗       | 宗像神社                 | 奈良県桜井市外山   |                      |      |
| 凡例を表示                    |                                |          |                |                          |                    |                      |      |

1. 1 2  国史大系本は「並名神大 月次」と記載するが、九条家本・金剛寺本は「並大 月次新嘗」と記載と異同がある。

### 近世
「旧高旧領取調帳」に記載されている明治初年時点での支配は以下の通り。幕府領は奈良奉行が管轄。●は村内に寺社領が、○は村内に寺社除地が存在。（52村）
| 知行         | 知行           | 村数 | 村名 |
| ------------ | -------------- | ---- | --- |
| 幕府領       | 幕府領         | 13村 | ●○初瀬村、○狛村、○竜谷村、○金屋村、○慈恩寺村、○脇本村、○黒崎村、岩坂村、○馬場村、○三輪村、○渋谷村、○出雲村、○辻村                               |
| 幕府領       | 幕府領・旗本領 | 1村  | ○忍坂村 |
| 藩領         | 大和柳本藩     | 16村 | ○柳本村、初利村、○茅原村、東田村、豊前村、○大泉村、○上ノ庄村、○白河村、○赤尾村、○安田村、○笠間村、○中白木村、○北白木村、○芹井村、○滝倉村、○笠村 |
| 藩領         | 大和芝村藩     | 10村 | ○芝村、○箸中村、○戒重村、○穴師村、○小夫村、○和田村、○中谷村、○柳村、○角柄村、江包村                                                             |
| 藩領         | 伊勢津藩       | 8村  | ○萱森村、○吉隠村、○松之本村、○外山村、○大豆越村、○太田村、○草川村、○川合村                                                                      |
| 藩領         | 伊勢久居藩     | 1村  | ○三谷村 |
| 藩領         | 柳本藩・芝村藩 | 2村  | 備後村、○大西村 |
| 幕府領・藩領 | 幕府領・津藩   | 1村  | ○粟殿村 |

### 近代
- 慶応4年
  - 2月5日（1868年2月27日）[9] - 幕府領が奈良府の管轄となる。
  - 5月21日（1868年7月10日） - 旗本領・寺社領が奈良府の管轄となる。
  - 7月29日（1868年9月15日） - 奈良府が改称して奈良県（第1次）となる。
- 明治4年
  - 7月14日（1871年8月29日） - 廃藩置県により、藩領が柳本県、芝村県、津県、久居県の管轄となる。
  - 11月22日（1872年1月2日） - 第2次府県統合により、全域が奈良県の管轄となる。
- 明治初年 - 小夫村の一部が分立して小夫嵩方村となる。（53村）
- 明治9年（1876年）（52村）
  - 4月18日 - 第2次府県統合により堺県の管轄となる。
  - 初利村・備後村が合併して巻野内村となる。
- 明治13年（1880年）4月15日 - 郡区町村編制法の堺県での施行により、行政区画としての式上郡が発足。三輪村に「三輪郡役所」が設置され、十市郡・式下郡・宇陀郡とともに管轄したが、まもなく「十市式上式下宇陀郡役所」に改称。
- 明治14年（1881年）2月7日 - 大阪府の管轄となる。
- 明治17年（1884年） - 中白木村・北白木村が合併して白木村となる。（51村）
- 明治19年（1886年）（50村）
  - 豊前村の一部（東良）が分立して豊田村となる。
  - 馬場村・松之本村が三輪村に合併。
- 明治20年（1887年）11月4日 - 奈良県（第2次）の管轄となる。

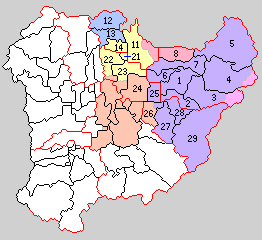
1.三輪村 2.城島村 3.朝倉村 4.初瀬村 5.上之郷村 6.織田村 7.纏向村 8.柳本村（紫：桜井市 赤：天理市 桃：宇陀市 11 - 14は式下郡、21 - 29は十市郡）

- 明治22年（1889年）4月1日 - 町村制の施行により、以下の町村が発足。（8村）
  - 三輪村 ← 三輪村、金屋村、上之庄村（現・桜井市）
  - 城島村 ← 粟殿村、川合村、戒重村、外山村、赤尾村、忍坂村（現・桜井市）
  - 朝倉村 ← 黒崎村、脇本村、慈恩寺村、竜谷村、岩坂村、狛村（現・桜井市）、笠間村、安田村（現・宇陀市）
  - 初瀬村 ← 初瀬村、白河村、出雲村、吉穏村（現・桜井市）、柳村、角柄村（現・宇陀市）
  - 上之郷村 ← 萱森村、中谷村、白木村、芹井村、小夫嵩方村、三谷村、小夫村、滝倉村、笠村、和田村、山辺郡修理枝村（現・桜井市）
  - 織田村 ← 芝村、箸中村、大西村、大泉村、茅原村（現・桜井市）
  - 纏向村 ← 辻村、草川村、太田村、大豆越村、巻野内村、穴師村、東田村、江包村、豊前村、豊田村（現・桜井市）
  - 柳本村 ← 柳本村、渋谷村（現・天理市）
- 明治24年（1891年）
  - 1月7日 - 三輪村が町制施行して三輪町となる。（1町7村）
  - 3月10日 - 初瀬村が町制施行して初瀬町となる。（2町6村）
- 明治30年（1897年）4月1日 - 郡制の施行のため、式上郡・式下郡・十市郡の区域をもって磯城郡が発足。同日式上郡廃止。

## 行政
三輪郡長→堺県十市・式上・式下・宇陀郡長
| 代 | 氏名 | 就任年月日                | 退任年月日               | 備考         |
| -- | ---- | ------------------------- | ------------------------ | ------------ |
| 1  |      | 明治13年（1880年）4月15日 |                          |              |
|    |      |                           | 明治14年（1881年）2月6日 | 大阪府に移管 |

大阪府十市・式上・式下・宇陀郡長
| 代 | 氏名 | 就任年月日               | 退任年月日                | 備考         |
| -- | ---- | ------------------------ | ------------------------- | ------------ |
| 1  |      | 明治14年（1881年）2月7日 |                           |              |
|    |      |                          | 明治20年（1887年）11月3日 | 奈良県へ移管 |

奈良県十市・式上・式下・宇陀郡長
| 代 | 氏名 | 就任年月日                | 退任年月日                | 備考                                   |
| -- | ---- | ------------------------- | ------------------------- | -------------------------------------- |
| 1  |      | 明治20年（1887年）11月4日 |                           |                                        |
|    |      |                           | 明治30年（1897年）3月31日 | 十市郡・式下郡との合併により式上郡廃止 |